# كريغ هيكس
كريغ هيكس هو لاعب هوكي الجليد كندي، ولد في 10 أغسطس 1933.

## وصلات خارجية
- كريغ هيكس على موقع EliteProspects.com (الإنجليزية)
- كريغ هيكس على موقع HockeyDB.com (الإنجليزية)